# Nelson Rebolledo
Nelson Arnaldo Rebolledo Tapia (Rancagua, 14 de dezembro de 1985) é um futebolista chileno. Atualmente joga no Curicó Unido como lateral-esquerdo.

## Carreira
Em 2011, foi contratado pela Universidad de Chile após boa passagem pelo Huachipato.

## Títulos
Universidad de Chile
- Campeonato Chileno (Torneo Clausura): 2011
- Copa Chile: 2012-13
- Copa Sul-Americana: 2011

Deportes Iquique
- Copa Chile: 2013-14

Curicó Unido
- Primera B: 2016-17

 Título invicto